# 난펑열도 전투
난펑열도 전투는 난펑열도를 둘러싸고 중화민국 국군과 중국 인민해방군 사이 벌어진 전투로 인민해방군이 승리했다. 난펑열도는 중화인민공화국 광둥성 산터우 시 난아오 현에 속한 열도로 가장 큰 섬은 난펑다오(南澎岛)다. 양군 모두 이 섬을 중시하지 않았고 광둥성이 인민해방군에 함락됐을 때 난펑열도도 중화인민공화국에 속하게 됐다.
병력을 난펑열도의 많은 섬들에 정기적으로 순찰보내곤 했던 중화민국 국군은 난펑 열도를 중국 본토에 공격을 할 수 있는 거점으로 여겨서 공격하기로 결정했다. 1952년 9월 20일, 군인 150명 이상이 대형쾌속정 4척에 나눠타서 난펑다오를 기습했고 순찰하던 인민해방군 3명이 죽었다.
인민해방군은 반격 계획을 세웠으나 다른 지역에서 행해지는 해안 방어 임무 때문에 육군이 난펑열도를 침략하게 됐고 인민해방군 41군에 속한 대대 하나가 이 임무를 하달받았다. 그러나 상륙작전훈련이 덜 되어있었기 때문에 20일 동안 훈련을 받았다.
훈련이 끝나고 정크 선박에 탄 대대병력은 1952년 10월 19일 17시에 출발해서 22시에 난펑다오에 상륙한 후 2시간의 치열한 전투 끝에 중화민국 국군은 저항을 멈추고 숨으려고 했다. 잔병소탕작전은 이튿날 04시 끝났고 난펑열도는 완벽히 공산군의 마수에 들게 됐다. 인민해방군은 중화민국군을 통솔하던 사령관 황숭셩 소장과 역시 소장이었던 부사령관을 포함한 79명을 죽였다. 37명이 생포됐으며 그 중 가장 계급이 높은 사람은 가오쉐쳰(高学谦) 소장이었다.
중화민국 국군의 실패는 적절한 시간 내에 병력지원이 불가능할 정도로 먼 곳에 있는 거점을 세우는 것이 힘듦을 증명했다. 인민해방군도 큰 대가를 치러야 했는데 왜냐하면 중화민국 국군 병력규모를 적게 예상하여 사상자를 비교적 많이 냈기 때문이다. 수적으로 우세하나 소총, 경기관총, 수류탄으로만 무장된 보병은 병력 규모가 적어도 잘 무장된 중화민국군을 이기기 힘들어했다.

## 같이 보기
- 난아오 전투